# Poena
Poena en la mitología grecorromana era la diosa del castigo y la ayudante en estas tareas de Némesis, diosa greco-romana de la venganza. Poena en latín significa dolor, o castigo. 
En la antigua Roma Poena se transformó en el nombre que se daba a la sanción aplicada por cualquier delito y su uso ha perdurado en el español como término aplicado a un castigo legal.